# Robert Nicholas Curnow
Robert Nicholas Curnow né en 1933, est un statisticien britannique. En 1992, il reçoit la médaille Guy d'argent.
En 1997, Curnow est nommé président de la Royal Statistical Society. Il sert jusqu'en 1999. Au cours de son mandat, Curnow contribue au livre vert "Statistics: a issue of trust" (Treasury, 1998a) et "Your right to know" (Treasury, 1998b),.
Curnow est co-auteur de 146 publications ,,.